# Didjeridú

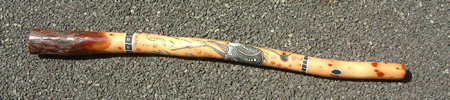
Un didjeridú

El didjeridú és un instrument musical de la família dels corns, tradicional dels aborígens australians. Consisteix en un tub recte sense broquet, de fusta, d'un metre de llargària, normalment d'eucaliptus, que els tèrmits han buidat i que pot ser aprofitat per bufar-hi dins. El didjeridú sol estar decorat amb els símbols tradicionals de la pintura aborigen australiana. Com a instrument tradicional que és, no havia tingut una afinació estàndard fins recentment; això no obstant, les afinacions més tradicionals s'aproximaven al do o al re, encara que hi havia didjeridús afinats entre el la i el fa. El didjeridú s'utilitza com a instrument solista, però en realitat no pot fer melodies, ja que és un tub foradat i sols té una única obertura d'eixida del so. Per tant, és més valorat pel so envolvent que produeix.

## Origen
No hi ha fonts fiables de l'antiguitat exacta del didjeridú. Els estudis arqueològics suggereixen que les persones de la regió al nord del Parc Nacional de Kakadu d'Austràlia han estat utilitzant el didjeridú almenys fa 1.000 anys, basat en la datació de les pintures de l'art rupestre. Una pintura rupestre a Ginga Wardelirrhmeng, a la vora nord de l'altiplà de la Terra d'Arnhem, del període d'aigua dolça (que havia començat fa 1500 anys) mostra un intèrpret de didjeridú i dos cantadors que formen part d'una cerimònia d'Ubarr. Es creu, doncs, que va ser desenvolupat per pobles aborígens del nord d'Austràlia, possiblement a la Terra d'Arnhem.
A Narrative of a Voyge Round the World de T.B. Wilson (1835) s'inclou un dibuix d'un home aborigen de la badia de Raffles, a la península de Cobourg, uns 350 quilòmetres a l'est de Darwin, tocant l'instrument. Altres van observar aquest instrument a la mateixa zona, fabricat amb bambú i de 0,91 metres de llarg. El 1893, el paleontòleg anglès Robert Etheridge Junior va observar l'ús de "tres trompetes molt curioses" fetes de bambú al nord d'Austràlia. Hi havia llavors dues espècies natives de bambú que creixen al llarg del riu Adelaida, Territori del Nord.
Segons Un.P. Elkin, el 1938 l'instrument era "només conegut a Kimberley i al terç del nord del Territori Del nord.

## Etimologia
El nom anglès "didgeridoo" no és d'origen aborigen australià i es considera una paraula onomatopèica. Les primeres aparicions de la paraula a la premsa inclouen una edició de 1908 del Hamilton Spectator, una edició de 1914 del The Northern Territory Times and Gazette i el número de 1919 del Smith's Weekly en el que se l'anomenava "didjerry", que produïa el so (fònic) "didjerry, didjerry, didjerry i així successivament fins l'infinit".
L'explicació rival, que el didjeridú és un canvi lingüístic de la frase del gaèlic irlandès dúdaire dubh o dúidire dúth, és polèmica. Dúdaire/dúidire és un substantiu que, depenent del context, pot significar "trompetista", "hummer", "crooner" o "puffer" mentre que dubh significa "negre" y dúth significa "nadiu".

## Altres noms
Existeixen nombrosos noms de l'instrument entre els pobles aborígens de l'Austràlia septentrional, cap dels quals s'assembla gaire a la paraula "didgeridoo" (vegeu més endavant). Alguns entusiastes, estudiosos i aborígens del didjeridú aposten per l'ús dels noms dels idiomes locals de l'instrument.
Yiḏaki (transcrit yidaki en anglès, de vegades amb l'ortografia yirdaki) és un dels noms més usats, tot i que, en rigor, es refereix a un tipus específic de l'instrument fet i utilitzat pels pobles yolngu del nord-est de la Terra d'Arnhem. Alguns Yolngu van començar a emprar la paraula mandapul després de 2011, com a mostra de respecte a la mort d'un home Manggalili que tenia un nom que sonava de manera similar al yidaki.
A la part occidental de la Terra d'Arnhem és conegut com a mago, nom que va popularitzar el virtuós intèrpret David Blanasi, un home de Bininj, el llenguatge del qual era Kunwinjku i que va aportar al didjeridú la importància a nivell mundial. Tanmateix, el mago és lleugerament diferent del yiḏaki: sol ser més curt i sona una mica diferent: un so lleugerament més ple i més ric, però sense la nota "per sobre".
Hi ha almenys 45 noms per al didjeridú, alguns dels quals suggereixen que originalment era fet de bambú, com bambu, bombo, kambu i pampu, que encara són utilitzats en la llengua vehicular per alguns aborígens. A continuació es mostren alguns dels noms regionals més comuns.
| Persones         | Regió                         | Nom local         |
| ---------------- | ----------------------------- | ----------------- |
| Anindilyakwa     | Groote Eylandt                | ngarrriralkpwina  |
| Arrernte         | Alice Springs                 | ilpirra           |
| Djinang (Yolngu) | Terra d'Arnhem                | yiḏaki            |
| Gagudju          | Terra d'Arnhem / Kakadu       | garnbak           |
| Gupapuygu        | Terra d'Arnhem                | yiraka            |
| Iwaidja          | Península de Cobourg          | artawirr          |
| Jawoyn           | Katherine / Nitmiluk / Kakadu | gunbarrk          |
| Kunwinjku        | Terra d'Arnhem / Kakadu       | mako              |
| Mayali           | Rius de caiman                | martba            |
| Ngarluma         | Roebourne, W.Un.              | kurmur            |
| Nyul Nyul        | Kimberley                     | ngaribi           |
| Pintupi          | Austràlia central             | paampu            |
| Warray           | Adelaide River                | bambu             |
| Yolngu           | Terra d'Arnhem                | mandapul (yiḏaki) |

## Descripció i construcció
Un didjeridú sol ser cilíndric o cònic i pot mesurar des de l'1 als 3 metres de llarg. La majoria té al voltant d'1,2 metres de llarg. Generalment, com més llarg sigui l'instrument, més greu serà la seva tonalitat.
El didjeridú està classificat com un instrument de vent i és similar per la forma a una trompeta recta, però fet de fusta. També ha estat anomenat dronepipe.

### Tradicional

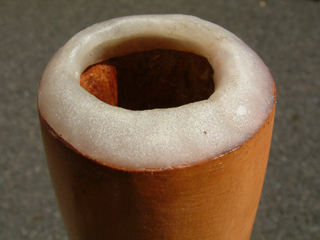
Una embocadura de cera que suavitza la fusta per tocar més còmodament

Els didjeridús tradicionals se solen fer de fusta dura, especialment amb les diverses espècies d'eucaliptus que són endèmiques del nord i centre d'Austràlia. Generalment es recol·lecta el tronc principal de l'arbre, encara que es pot utilitzar una branca més grossa. Els fabricants tradicionals de didjeridú busquen arbres vius buits adequadament en zones amb òbvia activitat de tèrmits. Els tèrmits ataquen a aquests eucaliptus vius, eliminant només el duramen mort de l'arbre, ja que l'albura visqui conté una substància química que repel·leix els insectes. S'utilitzen diverses tècniques per trobar arbres amb un buit adequat, incloent el coneixement dels patrons d'activitat del paisatge i del tèrmit, i una espècie de prova de punyet o punxa, en què es pela l'escorça de l'arbre i amb una ungla o l'extrem contundent d'una eina, com una destral, es colpeja la fusta per determinar si el buit produeix la ressonància adequada. Un cop trobat un arbre buit idoni, es talla i es neteja, es pela l'escorça, es tallen els extrems i es forma la part exterior; això acaba sent un instrument acabat. Es pot aplicar una vora de cera d'abella a l'embocadura.

### Modern
Els didjeridús moderns es poden fer a partir de fustes dures autòctones o no autòctones (normalment es divideixen, buiden i s'acoblen), vidre, fibra de vidre, metall, agave, argila, cànem (en forma de bioplàstic anomenat zelfo), canonades de PVC i fibra de carboni. Aquests solen tenir un diàmetre interior superior al voltant d'1,25" un extrem de campana d'entre dos i vuit polzades i tenen una llargada que correspon al to desitjat. A l'extrem se li pot donar forma per crear un broquet còmode o s'hi pot afegir qualsevol material de cautzú, tap de cautxú o cera d'abella.
Els dissenys moderns dels didjeridús es diferencien dels models australians tradicionals i tenen innovacions reconegudes pels musicòlegs. La innovació en el disseny del didjeridú va començar a finals del segle xx, utilitzant materials no tradicionals i formes no tradicionals. La pràctica ha despertat, però, un bon debat (estètic, ètic i legal) entre els practicants indígenes i els no indígenes, des d'un ventall d'apropiacions dels aficionats fins a l'experiència més respectuosa i sofisticada.

### Decoració
Els didjeridús poden ser pintats pel seu fabricant o per un artista dedicat, utilitzant pintures tradicionals o modernes, mentre que d'altres conserven el gra de fusta natural amb una decoració mínima o nul·la.

## Tècnica

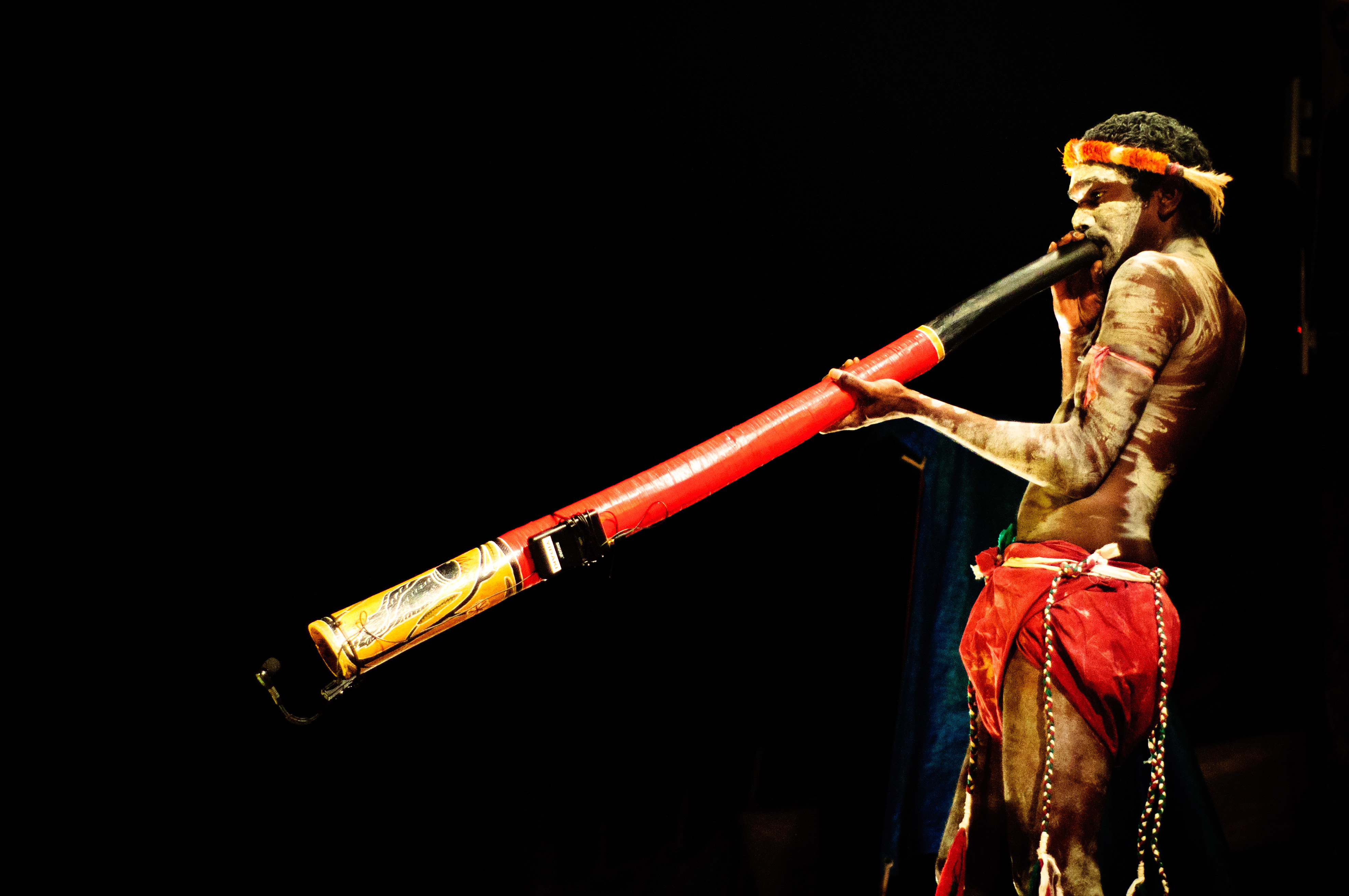
Un home aborigen que toca el didgeridú

El didjeridú es toca amb els llavis al broquet en vibració contínua per produir la característica remor sonora mentre s'utilitza una tècnica especial de respiració circular. Això requereix respirar pel nas alhora que amb la llengua i les galtes s'expulsa l'aire emmagatzemat a la boca. Mitjançant aquesta tècnica, un intèrpret especialitzat pot reomplir l'aire als pulmons i, amb la pràctica, pot mantenir una nota durant el temps que desitgi. Existeixen enregistraments de músics actuals que poden arribar a tocar durant 40 minuts seguits gràcies a la respiració circular. Mark Atkins a Didgeridoo Concerto (1994) toca continuadament més de 50 minuts.
El didjeridú funciona "... com un calidoscopi aural de timbres" i "les tècniques virtuoses extremadament difícils desenvolupades per intèrprets experts no es troben en cap altre lloc".

## Física i operació

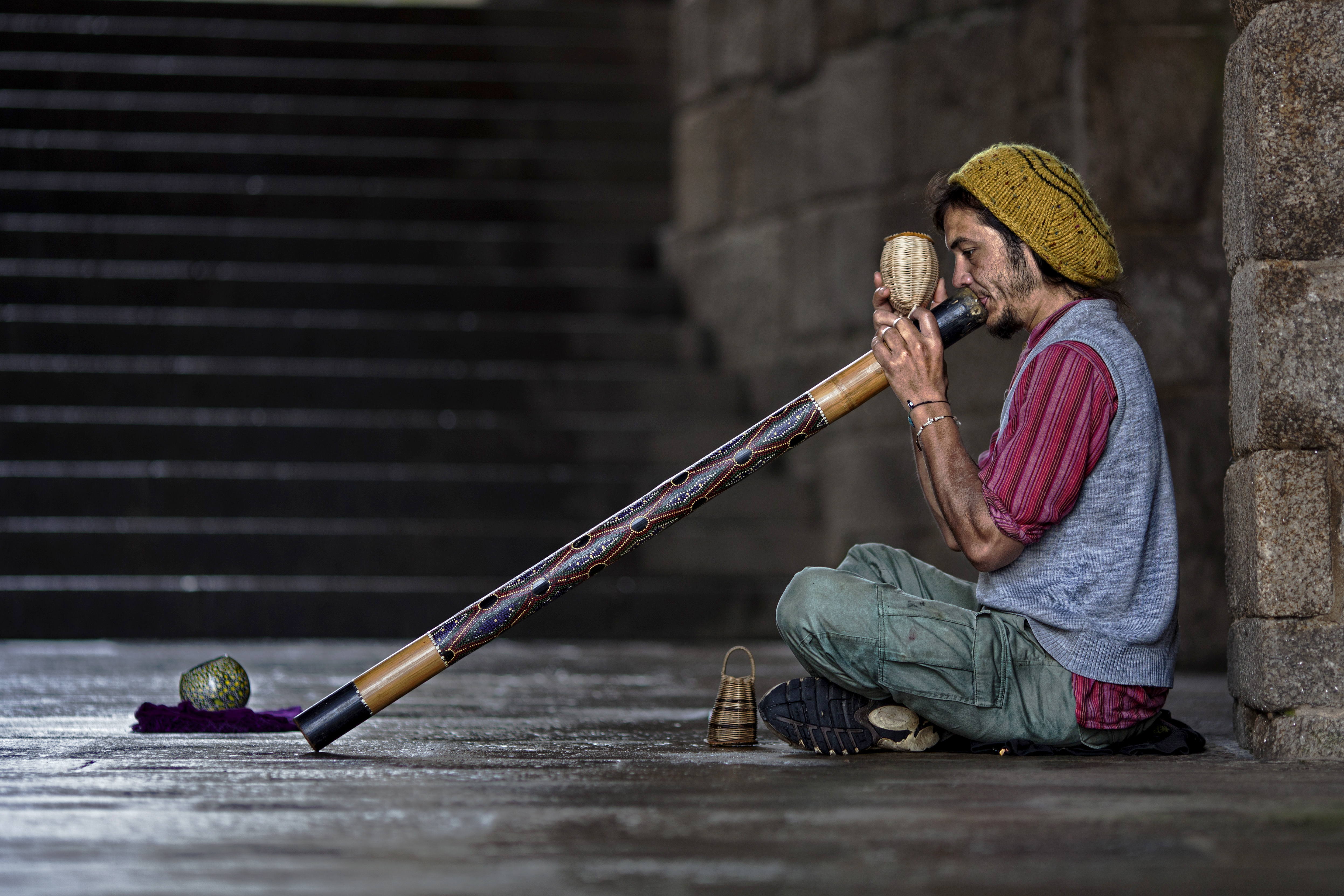
Músic tocant un didgeridú en un carrer d'Espanya

Un didjeridú rossegat per tèrmits té una forma irregular que, en general, augmenta de diàmetre cap a l'extrem inferior. Aquesta forma significa que les seves ressonàncies es produeixen en freqüències que no estan espaiades harmònicament. Això contrasta amb l'espaiat harmònic de les ressonàncies en un tub de plàstic cilíndric, les freqüències de ressonància de les quals coincideixen en la relació 1:3:5 etc. La segona ressonància d'un didjeridú (la nota sonava per sobrebuf) sol estar al voltant d'una 11a superior a la freqüència fonamental (una relació de freqüència una mica inferior a 3:1).
La vibració produïda pels llavis del músic provoca harmònics, és a dir, té components de freqüència que coincideixen exactament amb la proporció 1: 2:3 etc. Tanmateix, l'espaiat no harmònic de les ressonàncies de l'instrument fa que els harmònics de la nota fonamental no estiguin suportats sistemàticament per ressonàncies de l'instrument, com sol passar en els instruments de vent occidental (per exemple, a la gamma baixa del clarinet, la 1a, el 3r i el 5è harmònic de la llengüeta està ajudada per ressonàncies de l'obertura del clarinet).
Ressonàncies prou fortes del tracte vocal poden influir fortament en el timbre de l'instrument. En algunes freqüències, els valors depenen de la posició de la llengua del músic, les ressonàncies del tracte vocal inhibeixen el flux d'aire cap a l'instrument. Les bandes de freqüències que no queden inhibides produeixen formants singulars al so de sortida. Aquests formants, i sobretot la variació durant les fases d'inhalació i exhalació de la respiració circular, donen a l'instrument un so fàcilment recognoscible.
Es poden fer altres variacions en el so del didjeridú afegint vocalitzacions a la vibració. La majoria de les vocalitzacions estan relacionades amb sons emesos per animals australians, com el dingo o el dacelo. Per produir aquests sons, els músics només han de fer servir els seus plecs vocals per produir els sons dels animals mentre continuen bufant aire a través de l'instrument. Els resultats van des de sons molt intensos fins a sons molt inferiors que impliquen interferències entre les vibracions del llavi i el plec vocal. Afegir vocalitzacions augmenta la complexitat del so.

## En cultura popular
Les actuacions modernes utilitzant el didjeridú inclouen la combinació amb beatboxing. Va aparèixer a la sèrie de televisió infantil britànica Blue Peter.
El didjeridú també es va convertir en un instrument de rol en el panorama musical experimental i avantguardista. Bandes de música industrials com Test Department van generar sons a partir d'aquest instrument i els van utilitzar en les seves actuacions industrials.
S'utilitza molt sovint en el projecte musical Naakhum, que combina música metal i ètnica.
Les primeres cançons del grup de jazz àcid Jamiroquai van comptar amb el músic de didjeridú Wallis Buchanan (fins que va deixar la banda el 1999). Una cançó notable amb didjeridú és el primer senzill de la banda " When You Gonna Learn", que presenta un didjeridú que destaca tocant tant a les seccions d'introducció com a parts solistes.
L'instrument és utilitzat habitualment per l'artista ambiental Steve Roach com a complement dels seus paisatges sonors produïts, tant en directe com enregistrat. Presenta un paper destacat en l'obra Austràlia: Sound of the Earth feta en col·laboració amb l'artista aborigen australià David Hudson i la violoncel·lista Sarah Hopkins, així com enDreamtime Return.
S'utilitza a la cançó índia «Jaane Kyon» de la pel·lícula Dil Chahta Hai.
Chris Brooks, cantant del grup de hard rock neozelandès Like a Storm utilitza el didjeridú en algunes de les cançons del grup, incloent "Love the Way You Hate Me" del seu àlbum Chaos Theory: Part 1 .
Kate Bush va fer un ús extensiu del didjeridú (interpretat pel músic australià Rolf Harris) en el seu àlbum The Dreaming, que va ser escrit i enregistrat després d'unes vacances a Austràlia.
Charlie McMahon, que va formar el grup Gondwanaland, va ser un dels primers intèrprets no aborígens en guanyar fama com a músic professional de didjeridú. Ha fet gires internacionals amb Midnight Oil. Va inventar el didjeribone, un didjeridú lliscant fet a partir de dues longituds de tub de plàstic; la seva tècnica s'assembla a la del trombó, d'aquí el nom de portmanteau.
Jamiroquai també l'utilitza al tema "Didjerama" i "Didjital vibrations" de l'àlbum Travelling without moving.

## Importància cultural

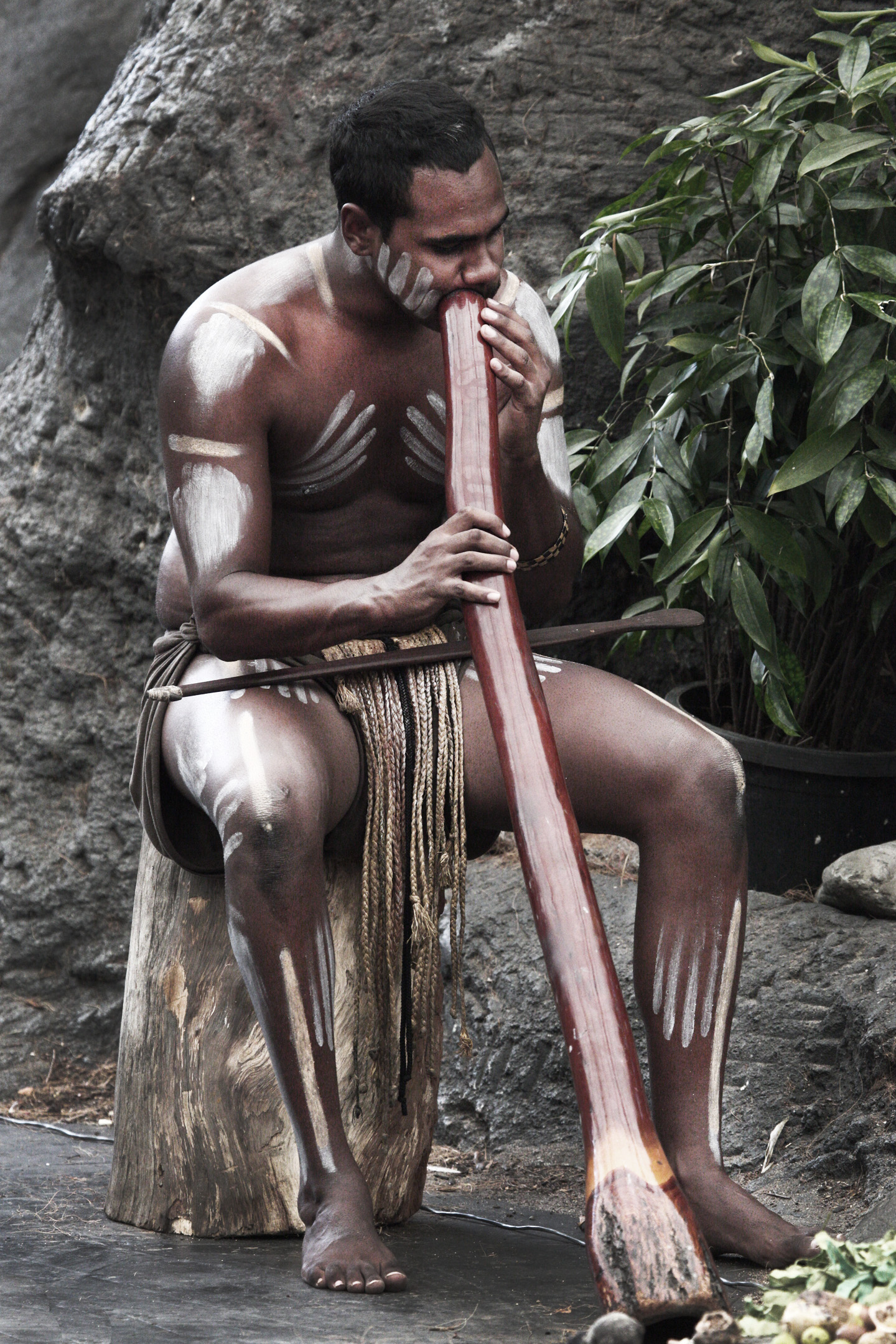
Un indígena australià tocant un didjeridú

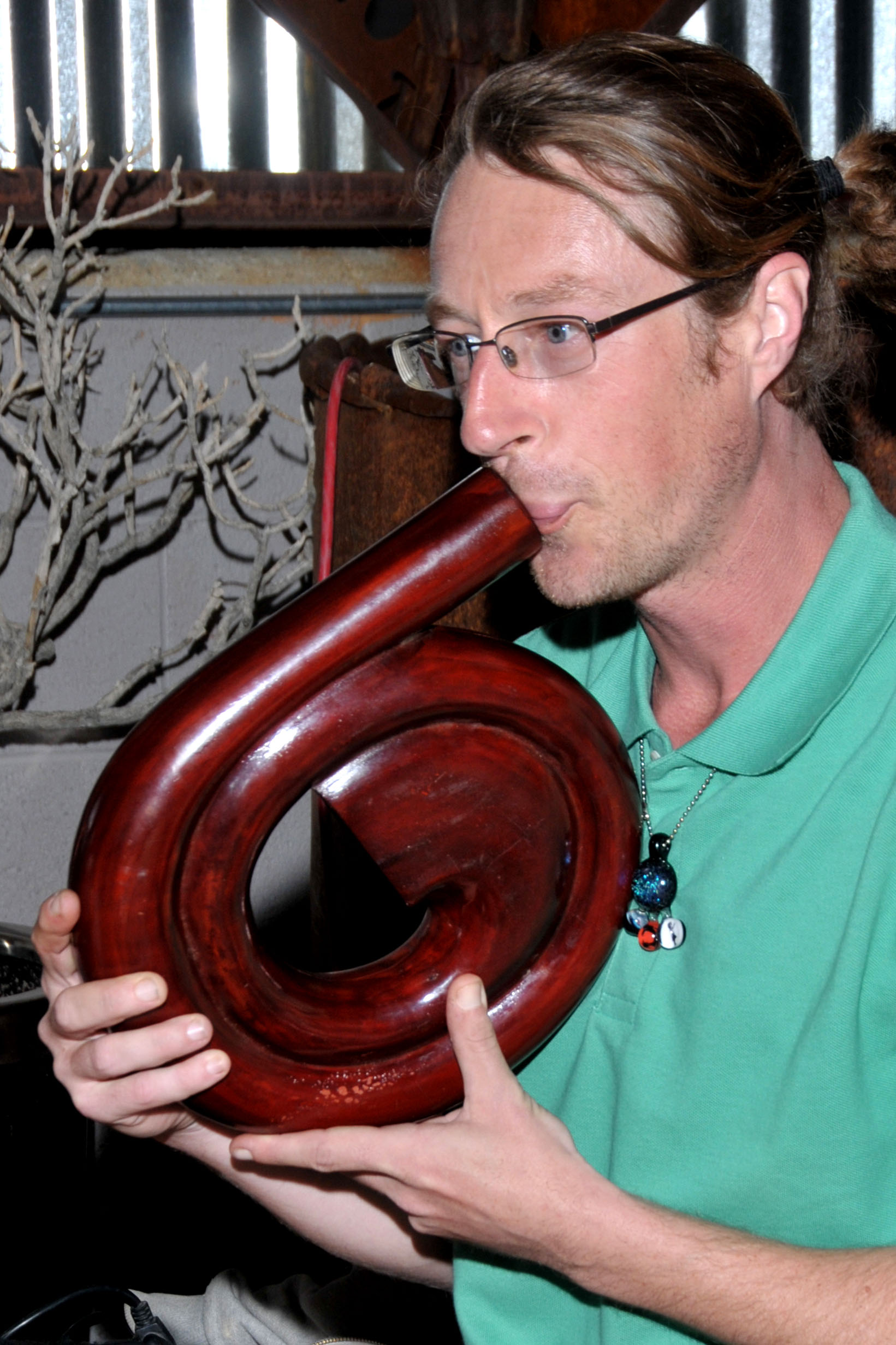
Músic tocant un didjeridú de viatge

Tradicionalment, el didjeridú es tocava com a acompanyament al ball i el cant cerimonial i amb finalitats solistes o recreatives. Pel que fa als pobles aborígens del nord d'Austràlia, el yidaki encara s'utilitza per acompanyar cantants i ballarins en cerimònies culturals. Per al poble yolngu, el yidaki forma part de tot el seu paisatge i entorn físic i cultural, que comprèn les persones i els éssers espirituals que pertanyen al seu país, al sistema de parentiu i al llenguatge Yolngu Matha. Està connectat a la Llei Yolngu i es basa en cerimònies, cançons, danses, art visual i històries.
Els bastons, de vegades anomenats clapsticks (bilma o bimla per alguns grups tradicionals), estableixen el ritme de les cançons durant les cerimònies. El ritme del didjeridú i el ritme dels palpadors són precisos, i aquests patrons han estat transmesos durant moltes generacions. En el gènere wangga, la cançó-home comença amb la veu i després introdueix la bilma a l'acompanyament del didjeridú.

### Debat de la prohibició tradicional basada en el gènere
Tradicionalment, només els homes toquen el didjeridú i canten en ocasions cerimonials i, a vegades, si el toquen les dones, són els aborígens i les persones grans qui les desanimen. El 2008, l'editorial Harper Collins es va disculpar pel seu llibre The Daring Book for Girls, que va animar obertament les noies a tocar l'instrument després que alguns acadèmics aborígens descrivissin aquest estímul com a «insensibilitat cultural extrema», forma part d'un desconeixement general que té l'Austràlia hegemònica sobre la cultura aborigen. Tot i això, Linda Barwick, etnomusicòloga, diu al Temps dels somnis, que tot i que les dones tradicionalment no han tocat el didjeridú en les cerimònies, en situacions informals no hi ha cap prohibició. Per exemple, Jemima Wimalu, una dona mara del riu Roper, és experta en interpretar el didjeridú i apareix en el disc Aboriginal Sound Instruments publicat el 1978. El 1995, el musicòleg Steve Knopoff va observar les dones de Yirrkala interpretant cançons diatpangarri que tradicionalment són interpretades per homes i el 1996, l'etnomusicòloga Elizabeth MacKinley va documentar dones del grup Yanyuwa que actuaven en públic.
Si bé no hi ha cap prohibició a la zona d'origen del didjeridú, hi ha restriccions que han estat aplicades per altres comunitats indígenes. El didjeridú es va introduir a Kimberleys fa gairebé un segle, però és només en l'última dècada que els homes aborígens han mostrat reaccions adverses a les dones que toquen l'instrument, i les prohibicions són especialment evidents al sud-est d'Austràlia. La creença que es prohibeix tocar a les dones està molt estesa entre les persones no aborígens i també és habitual entre les comunitats aborígens del sud d'Austràlia; alguns etnomusicòlegs creuen que la difusió de la creença tabú i d'altres idees errònies és el resultat de les imposicions comercials i del màrqueting. La majoria dels enregistraments comercials de didjeridú disponibles es distribueixen per companyies multinacionals i compten amb persones no aborígens que toquen un estil de música New Age amb llibrets que promouen certa espiritualitat de l'instrument i que enganya els consumidors sobre el paper secular del didjeridú en la cultura tradicional aborigen.
El tabú és particularment fort entre molts grups aborígens del sud-est d'Austràlia, on està prohibit i considerat “apropiació cultural” per a dones no aborígens, i especialment intèrprets de música New Age independentment del gènere, d'interpretar o fins i tot tocar un didjeridú.

## Beneficis per a la salut
Un estudi de 2005 publicat al British Medical Journal va trobar que aprendre i practicar amb el didjeridú ajudava a reduir el ronc i l'apnea reforçant els músculs de la via respiratòria superior, reduint així la tendència al col·lapse durant el son. En l'estudi, es van entrenar i practicar temes d'intervenció amb el didjeridú, incloent la respiració circular i altres tècniques. Es va demanar als subjectes de control que no toquessin l'instrument. Es va enquestar als subjectes abans i després del període d'estudi per avaluar els efectes de la intervenció. Un petit estudi del 2010 va assenyalar millores en el control de l'asma dels adolescents aborígens a l'hora d'incorporar el didjeridú.

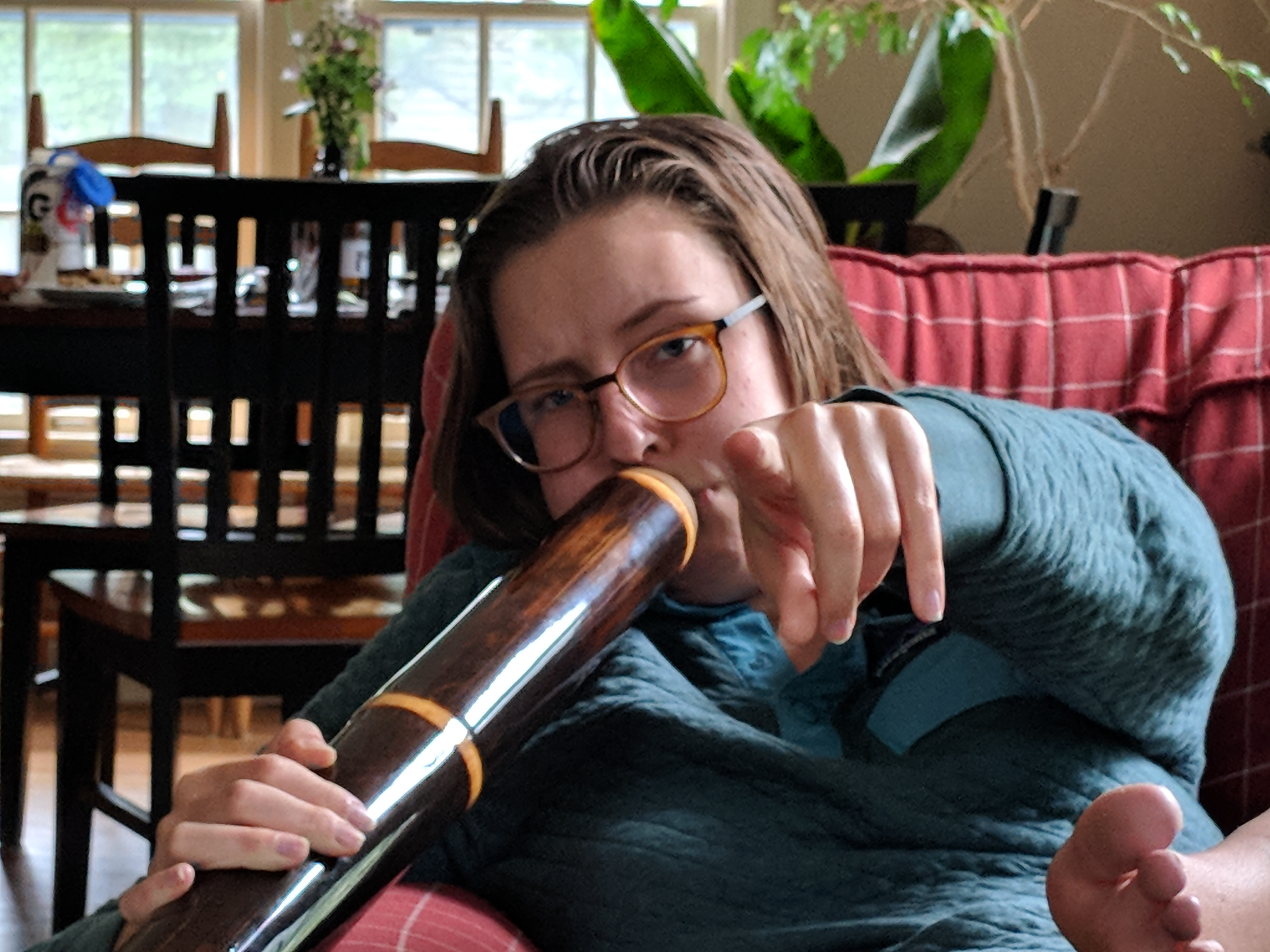
Aficionada amb un didjeridú de bambú

## Didjeridú a Catalunya
Fins a la dècada de 1990 era molt rar poder sentir un didjeridú als carrers de Barcelona, i molt poca gent coneixia l'existència de l'instrument. Va ser arrel de les cerimònies dels Jocs Olímpics de Sidney l'any 2000, quan el didjeridú va representar els aborígens australians que va augmentar el coneixement de l'instrument i la utilització en músiques d'inspiració New Age i urbanes I fins i tot uns dies abans de la inauguració dels jocs algunes cobles australianes van tocar sardanes incorporant el didjeridú. Llavors va començar a sentir-se pels carrers de Barcelona. Al Museu de la Música de Barcelona se'n pot veure un d'exposat des de l'any 2007.